# クイズなないろDREAMS 虹色町の奇跡
『クイズなないろDREAMS 虹色町の奇跡』（クイズなないろドリームス にじいろちょうのきせき）は、カプコンより1996年9月に発売されたアーケード用クイズゲーム。カプコンが得意とするクイズゲームに当時ブームだった恋愛ゲームの要素を盛り込んだ「恋愛クイズゲーム」という異色作となっている。
1997年6月27日にはセガサターンとPlayStationに移植された。また、2006年 - 2007年にかけて携帯電話の各キャリア（iアプリ、EZアプリ、Yアプリ）移植版が配信開始された。PlayStation版は2011年7月27日からゲームアーカイブスで配信されている。

## ストーリー
3月31日の夜、星を見ていた主人公は虹色町に8つの流星が降り注ぐのを目撃する。主人公めがけて落ちてきたそのうちの1つは手のひらサイズの妖精の少女だった。
彼女の話によると、異世界で魔王を封印していた「封印のクリスタル」が7つに分裂し虹色町に降り注ぎ、この町に住む7人の女の子と同化してしまったという。7つに分かれて町のどこかに散らばったクリスタルを集めなければ封印が解けて魔王が復活し大変なことになるという。クリスタルは、その同化した女の子に恋愛感情を抱かせることで、力を引き出すことができる。そして半年後に復活するであろう魔王を再封印するためにはその女の子たちと心を通わせることが必要だという。クリスタルの輝きを取り戻し世界を破滅の危機から救うため、主人公と女の子たちの交流が始まる。クイズに答えながら、7人の女性と同化したクリスタルを集めることになる。

## システム
ゲームは分岐するすごろく状になっているカレンダー（マップ画面）の上を1から6の目の出るルーレットで出た目の分前進し、そのマスで登場したヒロインが出すクイズをノルマ数正解することでそのヒロインの好感度が上昇していく（コンシューマ版ではオプションでルーレットを使用しない設定も可）。マップ画面のルーレットは目押しが可能。クリスタルの助けを得るには、沢山のヒロインの好感度を上げることが必要となる。クイズに失敗するとライフカードが-1され、0枚になるとゲームオーバーとなる。マップ中には特殊な効果のあるマスがあり、これらに止まるとゲームが有利に進行する（一部例外あり）。
特殊マスの一覧
ヒロイン
好感度が一定分上昇した状態でヒロインマスに止まればイベントが発生し、ストーリーが進行していく。また、ヒロインマスに止まった場合はそのヒロインに対応したジャンルセレクトができる。
テル
テルはめぐみの飼っている犬。正しい行動選択をするとライフカードが+1される。
リンツ
毎月末に必ずあり（9月末はリンツの代わりに魔王が表示される）、素通りはできない。月末以外にも特定のマスに潜んでいて、そこに止まった場合はクイズの正答率によってマップの形状が変化する。
日曜日
ヒロインの代わりに妖精が登場し、クイズに正解するとヒロイン1人の好感度を確認できるほか、ライフカードが+1されることがある。
施設
その施設が好きなヒロインが登場する。ヒロインイベントが進行する場合もある。
薬箱
妖精が登場し、クイズに正解するとライフカードが+1される。
分岐
このマスを通過する際は1、2ボタンでルートを選択する。ルートによって登場するヒロインのマスが決まっているため、攻略したいヒロインがいる場合はルート選択が重要となる。
ライフカードは絵柄によって正解が見える、スコアが2倍になるなどの特殊効果がある。発動時間が設定されており、クイズの制限時間とともに減少し、一定時間経過すると効果を失う。威力の高いカードほど発動時間は短い。
ルーレットは目押しすることである程度狙いのマスに止まることが可能。しかし、ルーレットはランダムで目押ししたマスからずれることがある上に（しかも3回目までに必ずずれる）外れの目が存在し、外れた場合は強制的に6マス進まされた上にオジャマキャラクターであるリンツとのクイズ対戦となりヒロインの好感度を稼ぐことはできない。ゲームは1か月ごとのステージに区切られており、それぞれの月末では強制的にリンツとのクイズ対戦に、最終月である9月末では魔王との最終決戦となる。
ストーリー上では「魔王の封印にはクリスタルの力が必要」とあるが、実際には魔王との最終決戦のときに最終イベントまでストーリーを進めたヒロイン1人につきライフが1増えるだけなのでクリスタルの力がなくとも魔王を倒すことは可能。しかし、最低でも1人のヒロインと仲良くなっていないと非常に寂しいエンディングになることは避けられない。また、分岐によって登場するヒロインのマスが限られる（原則的に桃子＋その他のヒロイン2人の計3人。9月のみ全員登場する）ため、一度のプレイで全員からクリスタルを得ることはできない。

### 携帯電話版
ケータイカプコンより配信。ヒロイン別に1丁目から4丁目の4本に分割されている。登場ヒロインが削減された分、ゲーム期間も3か月に圧縮されている。
携帯アプリ版だけのおまけ要素として、ゲーム中未使用のシナリオ、設定（ボツ案）を見ることができる。
また、少しではあるが、アーケード版およびコンシューマ版発売以降の年の話題に関するクイズを新収録している。たとえば綿矢りさや東京ディズニーシーに関する問題など。
虹色町1丁目（2006年3月1日配信開始〈iアプリ〉、めぐみ編）
めぐみ、桃子、絵美の攻略が可能。
虹色町2丁目（2006年5月1日配信開始〈iアプリ〉、久美子編）
久美子、真由美の攻略が可能。おまけとしてボツになった話がある。
虹色町3丁目（2006年7月3日配信開始〈iアプリ〉、サキ編）
サキ、シャーロットの攻略が可能。おまけとして絵美シナリオのボツ案がある。
虹色町4丁目（2006年8月2日配信開始〈iアプリ〉、妖精）
妖精、リンツの攻略が可能。おまけとして虹色町の案内がある。

## 登場人物
恋愛ゲームとしては奇抜な設定のキャラクターが多い。また、アーケード版では7人のヒロインは製菓会社をモチーフとした名前がつけられていたが、コンシューマ版以降の登場作品ではキャラクター名が変更となっている。これは特定の会社から抗議があったわけではないが、リスクを恐れたカプコン法務部からの要請による自主規制とのこと。声優のキャスティング協力はアーツビジョン。
以下、アーケード版とコンシューマ版で名前および声優が異なるキャラクターは、アーケード版の方を先にして併記する。
主人公
1P・2Pで2人同時プレイも可能。デフォルト名は1Pが「まなぶ」、2Pが「まこと」。
森永めぐみ（もりなが めぐみ） / 森次めぐみ（もりつぐ めぐみ）
声 - 白鳥由里 / 川村万梨阿
年齢：16歳 / 身長：160cm / 3サイズ：82・57・85
主人公が最初に出会う女の子。3人家族の一人娘で、「テル」という名前の犬を飼っている。明るく、優しく、清純な性格。咲良絵美が撮った写真がきっかけで、モデルになる。主人公とはペンダントを拾ったことをきっかけに仲良くなるが、モデルにスカウトされたことで仕事の忙しさから、徐々に2人の気持ちがすれ違うようになっていく。
キャッチフレーズは「1億人の妹」。正統派ヒロインキャラクター。髪型はピンクのロングヘアにヘアピン。好物はアイスクリーム。
高校生だが、ゲーム中に学校に通っているシーンがない。趣味は散歩と昼寝であり、なぜか日中でも町中をぶらついていることが多い。開発者の中だけの設定として「実は中卒」というものがある。
モデルは『ドラえもん』の源しずか、『同級生2』の鳴沢唯、『ときめきメモリアル』の藤崎詩織。開発当初は久美子がメインヒロインだったが、暗い性格ではメインにはふさわしくないとして急遽追加されたキャラクター。「実はアンドロイド」という没案もあった。
不二家桃子（ふじや ももこ） / 藤倉桃子（ふじくら ももこ）
声 - 倉田雅世
年齢：16歳 / 身長：153cm / 3サイズ：88・59・88
眼鏡とセーラー服が似合う積極的な女の子。その天真爛漫で明朗活発な行動力で主人公とも仲良くなる。最初から主人公に恋心を抱いている。一途な性格で嫉妬心も強い。登場時には主人公にぶつかってくる出会いのテクニックも持っている。時おり寂しそうな表情も見せる。正体は幽霊。
青色の髪で、独特の髪型は「きしめん」「紙テープ」と称されることもある。ラジオドラマでは真由美から「クルクルした綿菓子みたいな可愛い髪」と言われていた。
バスト88cmのムッチリした体格。アーケード版ではパンチラシーンがあったが、コンシューマ版ではカットされている。得意技はサマーソルトキック。好物はおはぎ（餡ころ餅）。
ルート分岐で攻略できるヒロインが決められている中、唯一全ルートで攻略可能なヒロインである。
モデルは『同級生2』の都築こずえ、味覚糖のビタミンキャンディー「ピピンC」のCMで矢田亜希子の後ろで踊っている女性（小畑由香里）。眼鏡をかけているのは藤島康介の漫画からの影響。
江崎久美子（えざき くみこ） / 潮崎久美子（しおざき くみこ）
声 - 根谷美智子 / 荒木香恵
年齢：17歳 / 身長：167cm / 3サイズ：83・58・86
水泳一筋で100m自由形日本記録を保持しており、次期オリンピックの代表候補。強化選手のスポーツ少女。他のことにはあまり関心がない。髪型は緑色のショートヘア。虹色町スイミングスクールに赤ん坊の頃から通っている。無口で感情を表現することが苦手だった彼女も、主人公と仲良くなるに連れ徐々に打ち解けてくる。好物は杏仁豆腐。
人付き合いの悪さは『新世紀エヴァンゲリオン』の綾波レイが基になっているが、一番のモデルは早見優。
鐘紡サキ（かねぼう サキ） / 想鐘サキ（おもかね サキ）
声 - 根谷美智子
年齢：16歳 / 身長：162cm / 3サイズ：84・57・86
虹色町に頻出する怪獣に立ち向かう地球防衛軍隊員（国際公務員）。正式な所属部署は「国際防衛軍極東支部第3方面軍第7師団第11特課連隊所属第3機動遊撃班」。普段は普通の女の子だが、怪獣出現などの緊急事態時には単身で出撃する。主人公と知り合い、互いに心引かれていく。体育会系だが礼儀正しい口調で真面目な性格。好物はカレーライス。正体は宇宙人。
彼女のシナリオには特撮ネタが多くちりばめられている。モデルは『新世紀エヴァンゲリオン』の惣流アスカ、綾波レイ、『ウルトラセブン』。
佐久間絵美（さくま えみ） / 咲良絵美（さくら えみ）
声 - 倉田雅世 / 山田美穂
年齢：23歳 / 身長：173cm / 3サイズ：87・59・90
スクープを追うフリーカメラマン。ひょんなことで彼女と知り合った主人公は、彼女の助手を務める。
報道写真やモデル撮影など何でもこなす。高校生の主人公にとっては「しっかりしたお姉さん」という立場で主人公の相談に乗る。
いつも頭に大ぶりのサングラスを乗せている。好物はキムチラーメンとマンゴープリン。
髪の色はオレンジでショートヘア。ヘソ出しTシャツやホットパンツなど、露出の多い服装が多い。ゲームが好き。
モデルは『シャカリキ!』の野々村さゆり、デザイン上のモデルは『キューティーハニー』のカメラマン状態。当初は主人公級キャラクターの予定だったが、「主人公らしい主人公がいない」ということでめぐみが作られ、絵美はサブキャラクターという扱いとなった。また、美少年でメカマニアの弟がいる設定で、没になったストーリーでは姉と主人公の3人で密輸事件のスクープに乗り出す展開があった。
東鳩真由美（とうはと まゆみ） / 小鳩真由美（こばと まゆみ）
声 - 天野由梨
年齢：25歳 / 身長：170cm / 3サイズ：91・61・90
虹色中央高校の教師で主人公の担任。教師と生徒の壁を越えて徐々に仲良くなる中で、彼女の周囲で不思議現象の数々が頻発する。正体は魔法使い。
担当科目はおそらく理科。ラジオドラマでは、学生寮の寮生の指導も担当している。バスト91cmなど、大人の雰囲気を漂わせている容姿と声で生徒に人気だが、性格は脳天気で非常に子供っぽい。少し頼りない面を持っているが、本人はそう思っていない。髪型は普段はウェーブのかかったロングだが、夏になるとアップにまとめる。色はピンク。
チャイナドレスに女性警察官の制服など、コスプレシーンが多い。好物はくるみ餅。
酒癖が非常に悪く、飲むと絡んできたり、ラジオドラマでは太腿の内側にあるほくろを見せつけようとするなどして、主人公を困惑させる。
大人になりきれない「頼りない大人」がコンセプトで、モデルは『ふしぎなメルモ』のミニスカートの大人状態。
シャルロッテ（Shalllotte） / シャーロット（Charlotte）
声 - 根谷美智子 / 菅原祥子
年齢：12歳 / 身長：138cm / 3サイズ：73・49・79
虹色町の豪邸に養育ロボットに囲まれ一人で暮らしているこの少女に気に入られた主人公は家族の温かみを教えようとするが、彼女を守ろうとする養育ロボとの対決により町は大騒ぎになる。
愛称は「ロッテ」。主人公を「サル」と呼び、騒動に巻き込む。髪は黄色で、「歯茎＆コイル」とも呼ばれる。ゲーム雑誌の解説記事では、某国の王女であり祖国でクーデターが起こって亡命、虹色町に移り住んだとされるが、スタッフコメントによると実際のところはどうであるのか定かではないとのこと。亡き父親が作った養育ロボ（ジイ）によって、外界から遮断された世界で育てられてきた。
アーケード版では貧乳を露出するイベントシーンがあったが、コンシューマ版では下着が着せられている。
モデルは『サイバーボッツ』のデビロットで、一部のイベント背景画像では『スーパーパズルファイターIIX』のデビロットステージを改変したものが流用されている。
妖精
声 - 白鳥由里
年齢不詳。推測された身長は20cmくらい。魔王を封印しようとする主人公を陰から支援する。通常は全裸であり、胸や股の部分は長い髪の毛で隠れている（通称「妖精股隠し」）。昆虫のような羽が生えており、空が飛べる。コンシューマ版ではヒロインに追加され、主人公とぶつかった拍子に羽根が折れてしまう。日曜日に何度も止まっていると進行する彼女のストーリーが追加。
コンシューマ版のシナリオでは、次第に人間の感情を持っていく設定になっており、結構嫉妬深い性格が明らかになる。服を着るようになったり、グレて野良猫と仲良くなったりするシーンがある。
食いしん坊である。好物は新鮮なもの。
リンツ（Lindt） / リンツ（Linz）
声 - 根谷美智子
年齢：不評 / 身長：162cm / 3サイズ：87・57・88
17歳。魔王の手下の悪魔娘で、主人公を邪魔すべく付きまとう。しかし、個人的には主人公のことを気に入っている節もある。主人公が困難に陥るような邪魔よりも、ちょっかいを出す程度。生意気で挑発的な態度をとっているが、無理して強がっていることが多い。アーケード版では名前の綴りが「Lindt」だったが、コンシューマ版では「Linz」に変更されている。
アーケード版ではリンツは攻略できないが、コンシューマ版ではルーレットのリンツの目を出し続けることで彼女とのエンディングが追加。
複数のキャラクターのシナリオの途中で登場する。めぐみシナリオではいかにもやり手そうなマネージャー・樺田に変身し、めぐみの貞操が狙われているのではないかと主人公を悩ませる。真由美シナリオでは魔法使い姿の真由美と対決するシーンがある。
彼女いわく「妖怪・天井下がりは遠い親戚」とのこと。典型的ツンデレキャラクター。好物はキャンディー。
『SNK VS. CAPCOM 激突カードファイターズ』シリーズ（トレーディングカードゲーム版も含む）では、1作目と2作目のアクションカード「いやがらせ」で登場している。
魔王ゴディバ / 魔王
声 - 西村知道
アーケード版では「魔王ゴディバ」という名があったが、コンシューマ版では「魔王」としか呼ばれない。封印のときに垣間見える素顔は美形。実は女性である。
ジイ
声 - 高木渉
シャルロッテ（シャーロット）の亡き父親が作った養育用ロボット。ロッテの護衛役でもあり、何かと主人公に絡んでくる。頑固で融通が利かない性格をしているが、ロッテには甘い。
ホシノマナブ
声 - 白鳥由里
地球防衛軍に出入りする小学生の少年。サキに助けられたことをきっかけに、地球防衛軍特別隊員としての地位を与えられている。サキを「お姉ちゃん」と慕っている。生意気な口を利くことも多いが、かなりの小心者である。
テル
めぐみの飼い犬。左目部分にある黒ブチ模様以外は、全身が白。時々町をうろついている。好物はあんパンと骨。迷子になることも多い。
樺田（かばた）
声 - 西村知道
モデルとしてデビューしためぐみの担当マネージャー。主人公との仲を引き裂こうと画策する。愛想がなく威圧的な中年男性。
めぐみシナリオクリア後は性格がすっかり丸くなり、リンツが化けていることもあってか、おネエ言葉を多用するように変化しているとの描写がある。

## スタッフ
アーケードスタッフ
- ソフトウェア：川瀬学、KADONTZ（葛野誠）
- 音楽：阿部功、山本節生、甲田雅人
- SE：Hiroaki "X68K" Kondo（近藤広明）、MOE・T（北村武）
- グラフィック：西スイ（西辻朝枝）、おぢぢ（向井伸介）、SARU、ぬけさく（近藤祥彦）、きちのすけ（小浜くろべえ）、くわっち（桑島慎也）、たっきー（大西明子）、HIRO（渡辺弘枝）、まるの（丸野豊）、よしの、うめむら、なかの（中野雄天）、とくなが、みむら、ふくだ（福田直樹）、やまざき、坂下眞司、白浜恒紀、中田優希、たれ蔵・O、UMAZONO、さこみず（迫水新一郎）
- スペシャルサンクス：いしかわ、ひろかど（廣門輝明）、ひろせ（廣瀬紀生）

コンシューマスタッフ
- プログラム：桑名正、雀豪王 辻利彦、おーい しんご、安田安史、坂野光徳、橋本貴史潤、渡辺浩明
- ソフトサポート：多田 "娘娘" 英樹
- パクパクマスター：ひろあき "X68K" こんどう（近藤広明）、小池 "万馬券とったぜ" 潤
- グラフィック：西辻アサエ、向井伸介、近藤祥彦、大西明子、桑島しんちゃん、渡辺弘枝、小浜くろべえ、SARU、中野雄天、K・とくなが、よしのひろあき、ミムラ＝ケンジ、坂下眞司、丸野豊、白浜恒紀、N ふくだ（福田直樹）
- タイトルデザイン：岡野正衛
- 音楽：阿部功、山本節生
- サウンドディレクション：ひろあき "X68K" こんどう（近藤広明）
- サウンドアシスト：みちお "SIDE-B" さくらい
- マーケッター・営業・ライセンス：西口幸一、川野毅、柳口博昭、竹下博信
- パブリシティ：多田真由美
- 企画・調整・妻帯者：小池潤、竹村学
- 原案・脚本・わがまま：大西嘉美（アーケード版では企画も担当[12]）
- スペシャルサンクス：船水紀孝、バグチェッカーの皆さん、CAPCOM ALL STAFF

## 関連商品

### 本作のキャラクターが出演している他のゲーム
『MARVEL VS. CAPCOM CLASH OF SUPER HEROES』
想鐘サキがスペシャルパートナーとして登場。
『SNK VS. CAPCOM 激突カードファイターズ』シリーズ
全作品（トレーディングカードゲーム版も含む）で想鐘サキがキャラクターカードとして登場。
ネオジオポケット版2作品とトレーディングカードゲーム版で、森次めぐみ、リンツがアクションカードで登場。
『タツノコ VS. CAPCOM CROSS GENERATION OF HEROES』
Wii版のみ、想鐘サキがプレイヤーキャラクターとして登場。エンディングのアニメムービーでは本作の内容にも言及している。なお、声優が本名陽子に変更されている。
モリガン・アーンスランドのエンディングにホシノマナブが登場。
『鬼武者Soul』
カプコンヒロインズとして想鐘サキが武将となって登場。声優は本名陽子。

### CD、グッズなど
QUIZなないろDREAMS虹色町の奇跡 ゲームサウンドトラック
アーケード版のサウンドとボイスが収録されたCD。1997年1月22日に発売。『スーパーパズルファイターIIX』のサウンドトラックとの2枚組。「誕生日の入力」など、実際のゲームでは使用されなかったボイスも一部収録されている。
なないろDREAMS虹色町の奇跡 ドラマアルバム
ラジオ番組『飯塚雅弓のMEGA-TONスマイル』で1999年1月2日から5週間放送されたドラマをCD化したもの。1999年2月20日に発売。主人公の仲村誠 役は石田彰。特典音声としてめぐみ以外のキャラクターとのデートの様子を描いたドラマや、川村が歌う曲『ちいさないのち』の8cmCDなどが付属される。
ピンズシリーズ QUIZなないろDREAMS 虹色町の奇跡
カプコンのネット通販サイトe-capcomにて販売されているキャラクターピンズ。
カプコン☆着音画報
カプコンの携帯電話向け着メロ、壁紙配信サイト。スタッフによるめぐみとサキの描き下ろしイラストがある。
キャラクターカード
各キャラクターのラミネートカード。妖精とリンツは1つにまとめられている。

## ラジオCM
家庭用版発売にあたってCMが制作され、カプコンがスポンサーを務めるラジオ番組の枠で放送された。内容は主人公に女の子たちが迫って来てクイズゲームであることをアピールするもの。携帯アプリ版虹色町の4丁目には本CMの内容をテキスト化したものが収録されている。